# Franciscus Bossinensis
Œuvres principales
Tenori e contrabassi intabulati col sopran in canto figurato per cantar e sonar col lauto
Franciscus Bossinensis (1485 - 1535,), également appelé Franjo Bosanac, Franjo de Bosnie ou Francis the Bosnian en anglais,,,, est un compositeur et luthiste de la Renaissance actif à Venise et ses environs au début du XVIe siècle.

## Origine
On ne sait rien de Bossinensis, de son pays d'origine et de l'endroit où il s'est formé : on ne sait pas s'il est originaire de Croatie ou de Bosnie.
Certains spécialistes le considèrent comme croate, comme Josip Andreis qui écrit dans son ouvrage Music in Croatia (1974) : « Les ricercars de Bossinensis sont également importants comme le premier exemple connu de musique instrumentale publiée, composée par un artiste croate ».
D'autres spécialistes considèrent Bossinensis comme un bosnien, tels Zija Kučukaliċ qui écrit  : « la personne la plus intéressante dans cette période de la musique bosnienne était Franjo Bosanac (Franciscus Bossinensis) » ou Dragutin Plamenac, qui a supposé que Bossinensis était à l'origine un franciscain de Bosnie ou le musicien de cour d'un roi bosnien.
Ennio Stipčeviċ, enfin, combine les deux points de vue : « L'hypothèse que  Francis le Bosnien — comme son nom apparaît dans la littérature de référence — était un croate bosnien est très plausible ». Ce que Bojan Bujic reformule comme suit : « On peut supposer qu'il appartenait à la vague de réfugiés bosniens qui s'établit en Dalmatie et en Italie à la fin du XVe siècle ».

## Carrière
Malgré ses origines slaves, Franjo Bosanac (qui n'utilisait que la forme latinisée de son nom, Franciscus Bossinensis) appartient clairement à l'histoire de la musique de la Renaissance du nord de l'Italie par son activité à Venise et par le rôle qu'il a joué dans la maison d'édition de l'éditeur vénitien Ottaviano Petrucci.
Il est engagé par Petrucci pour transcrire des centaines de frottole (chansons polyphoniques populaires) que Petrucci avait déjà publiées dans leur forme originale et pour les arranger pour voix solo et accompagnement de luth,.
En 1509 et 1511, il publie deux recueils de musique pour luth, qui figurent parmi les premiers livres de musique pour luth imprimés de l'histoire, publiés par Ottaviano Petrucci, juste après les recueils de Francesco Spinacino (deux livres en 1507), de Joan Ambrosio Dalza (1508) et de Giovan Maria Giudeo (1508) (recueil perdu).

## Œuvres
Les recueils de Bossinensis, tous deux intitulés Tenori e contrabassi intabulati col sopran in canto figurato per cantar e sonar col lauto,,,, sont les premières éditions connues pour chant et luth.
Ces recueils comprennent 126 frottole, chansonnettes à quatre voix de Bossinensis et d'autres compositeurs comme Marchetto Cara et B. Tromboncino,, que Bossinensis transcrit pour voix seule et auxquelles il ajoute un accompagnement au luth, ainsi que 46 courts ricercars, petites pièces pour luth seul destinées à être jouées avant ou après les chansons,.

## Discographie
- Ronn McFarlane et Julianne Baird : The Italian Lute Song - label Dorian Sono Luminus (1996)
- Christopher Wilson et Shirley Rumsey : Early Venetian Lute Music - label Naxos (1999)
- Massimo Marchese et Teresa Nesci : Petrarca ed il cantare a liuto - label Tactus (2004)